# 井上道砂因碩
（1650年—1696年），日本圍棋棋手，生於石見國大田郡馬路村，為棋聖道策的弟弟，本名山崎千松，本因坊道悅的徒弟。

## 生平
1673年玄覺因碩去世，道悅讓千松繼承了玄覺的俸祿，改名為井上道砂，為第二世井上家家督；被認為是道悅對付勁敵算知名人的手段，彼時算知將自己的門徒承襲林門入齋的俸祿，使圍棋四大家之一的林家正式誕生；也許道悅讓千松承襲玄覺因碩的俸祿也是同樣的用意。隔年井上道砂改名為井上因碩，並出賽御城碁，後世為區分多稱井上道砂因碩。
1690年，道砂因碩因門下無佳徒，到本因坊家找哥哥道策，希望將當時道策門下六大天王之末吉和道玄或熊谷本碩過繼到井上家當跡目；而彼時正巧是道策立15歲的神童小川道的為跡目，而遭到大師兄桑原道節不滿而決裂的時候，於是道砂因碩趁機獅子大開口地要求道策將道節過繼到井上家，道策本就為此煩惱，很快便答應。
道砂因碩晚年自號「休山」，1696年去世，葬於本因坊家專用的寂光寺，道節繼任，為有名的名人因碩。

## 外部連結
日本圍棋故事